# روز تقدیر از زحمتکشان

روز تقدیر از زحمتکشان (به ژاپنی: 勤労感謝の日 Kinrō Kansha no Hi) در ۲۳ نوامبر هر سال یکی از تعطیلات عمومی در ژاپن است.